# Lonely in the Winter
Lonely in the Winter é um jogo eletrônico de JRPG baseado em turnos, desenvolvido e publicado pelo Soyer. Lonely in the Winter conta a história de Robbery "Rob" Cold, um ex-soldado levado a uma vida de trabalho mercenário, tematizado em climas montanhosos de neve.
Embarque na jornada de Robbery Cold, um soldado veterano do Reino de Thaltas, agora vivendo como um mercenário desde que uma terrível tragedia aconteceu na sua vida, a morte de sua esposa por uma doença incurável.